# Софийка
Софийка (укр. Софійка) — село в Медвинской сельской общине Белоцерковского района Киевской области Украины.
Население по переписи 2001 года составляло 144 человека. Почтовый индекс — 09732. Телефонный код — 4561. Занимает площадь 0,5 км².